# Antonio Maria Sacconi
Giovanni Antonio Rubbi (29. září 1693 Zogno – 15. března 1785 Sorisole) byl italský římskokatolický duchovní a léčitel.

## Život
Narodil se 29. září 1693 v Zognu.
Vstoupil do kněžského semináře a po studiu teologie byl 2. července 1718 vysvěcen na kněze. Devět let sloužil jako farní vikář v Zognu. V říjnu 1727 se stal farářem v Alzano Lombardo (Monte di Nese). 
Dne 26. dubna 1740 se konalo hlasování o nástupci probošta ze Sorisole, Dona Lorenza Calviho, který zemřel 2. března 1740. Otec Rubbi byl zvolen s 63 hlasy pro a 59 proti. Jmenování přijal 7. května a téhož dne se ujal farnosti. Věnoval se péči o nemocné a výrobě léků. Věřícími byl považován za léčitele a divotvůrce, byl nazýván „svatým ze Sorisole“. Jeho pověst vzbudila velký zájem v celé Evropě, včetně kardinálů, biskupů, knížat a další šlechty. Roku 1773 mu arcivévodkyně Marie Amálie Habsbursko-Lotrinská věnovala vzácná roucha.
Roku 1773 položil základní kámen kostela v  Petosino, který byl o šest let později vysvěcen.
Zemřel 15. března 1785.

## Proces svatořečení
Proces byl zahájen 19. ledna 2019 v diecézi Bergamo.